# Praça Yonge–Dundas

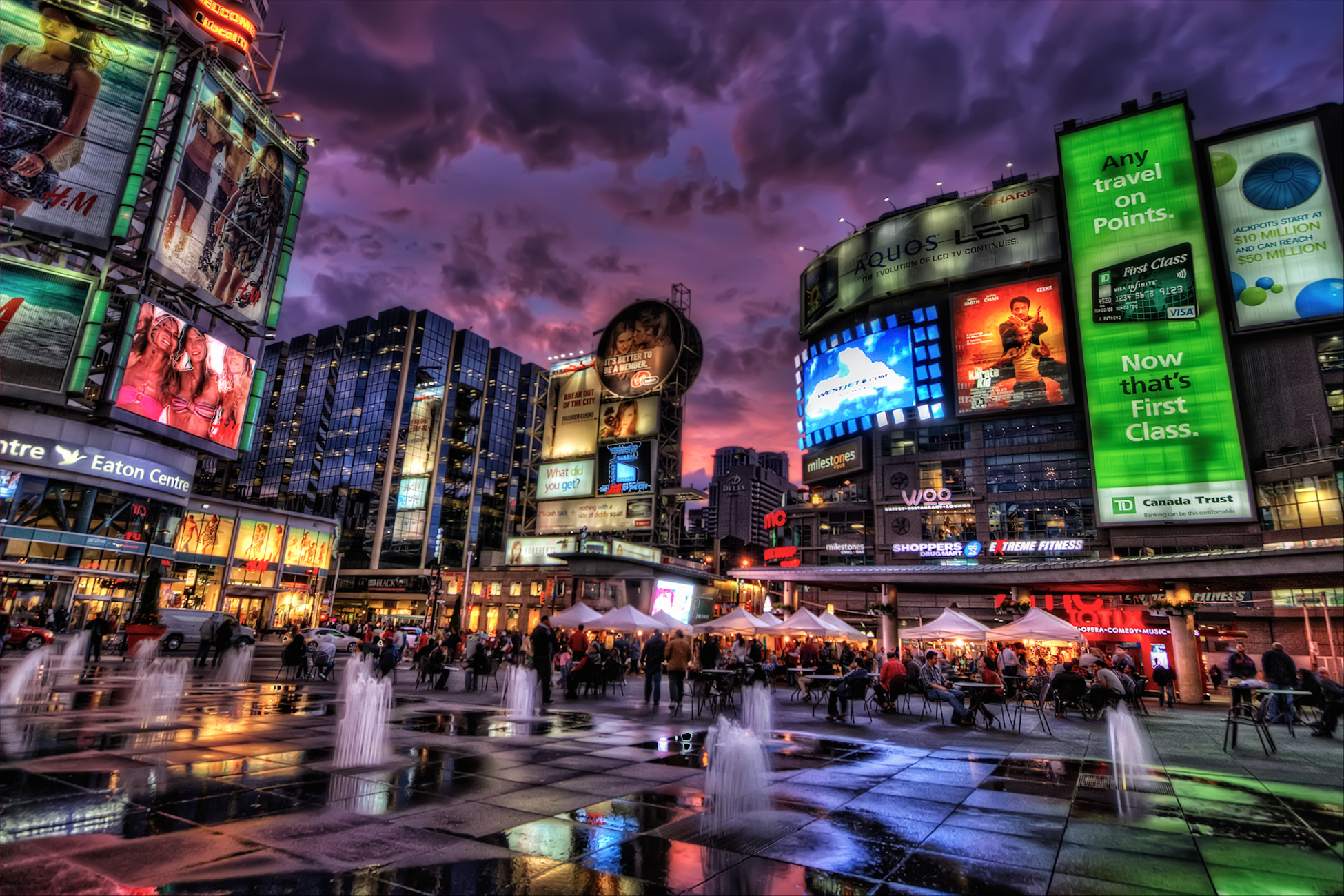
Dundas Square.

A Praça Yonge–Dundas é uma praça localizada em Toronto, Ontário, Canadá, no cruzamento com a Dundas Street com a Yonge Street. É uma das atrações turísticas mais visitadas da cidade, e considerada por muitos como a principal da cidade, quando a Nathan Phillips Square foi excluída. Sua inauguração ocorreu em 1998, como parte de um projeto de renovação urbana da área.